# Zeewolde
Zeewolde est un village et une commune néerlandaise, située dans la province du Flevoland.

## Géographie
La commune s'étend sur un territoire de 268,87 km2 dans la partie méridionale du Flevoland du Sud.